# Triedro
Il triedro è una figura solida convessa illimitata determinata da tre semirette uscenti da un punto.

## Definizione e proprietà geometriche
Sia O un punto nello spazio, a, b, c tre semirette uscenti da O: esse definiscono, a due a due, tre angoli convessi (aÔb, bÔc, cÔa), e tre diedri convessi (ognuno dei quali ha una delle semirette nello spigolo, e le altre due giacenti sulle facce). L'intersezione dei tre diedri è detta triedro. 
I tre angoli sono detti facce del triedro, le tre semirette spigoli, i tre diedri diedri del triedro. L'unione delle facce del triedro è detta superficie del triedro, e separa i punti interni al triedro da quelli esterni. Dati due qualsiasi diedri del triedro, la loro intersezione coincide con il triedro. Il triedro è un esempio di angolo solido, più precisamente un angoloide. L'intersezione di un triedro con un piano non  parallelo a nessuna delle facce, è banale o è un triangolo.

## Orientazione e uguaglianza di triedri
Su un triedro è possibile indurre un'orientazione: ovvero si fissa uno dei due possibili ordini di circolazione sugli spigoli (o sulle facce, o sui diedri). Il triedro orientato sarà detto destrorso se, immaginandosi all'interno del triedro con i piedi nel punto da cui escono gli spigoli, la circolazione, nel momento in cui passa davanti a noi, va da destra a sinistra; altrimenti sarà detta sinistrorso. L'orientazione può anche essere determinata con la regola della mano destra (il triedro è destrorso se e solo se le tre semirette in successione soddisfano a tale regola), o con il prodotto triplo (il triedro è destrorso se il prodotto triplo di vettori con la stessa direzione e verso degli spigoli, presi in successione, è positivo). La riflessione rispetto a un piano inverte l'orientazione.

## Esempi
- Un sistema di coordinate lineari nello spazio definisce un triedro.
- Il sistema di coordinate cartesiane dello spazio definisce un triedro.
- Due vettori non paralleli e non nulli e il loro prodotto vettoriale formano un triedro.

## Triedro principale
In una curva sghemba, il triedro principale è costituito dalla tangente, dalla normale principale e dalla binormale alla curva in qualsiasi punto della curva. 
Il Triedro di Frenet è il corrispondente orientato del triedro principale di una curva sghemba.  
Le facce del triedro principale prendono il nome di:
- Piano Normale, quello generato dalla normale principale e dalla binormale;
- Piano Osculatore, quello generato dalla tangente e dalla normale principale;
- Piano Rettificante, quello generato dalla tangente e dalla binormale.